# غلالك 43 (تشيلو)
غلالك 43 (بالفارسية: گلالک) هي منطقة سكنية تقع في إيران في قسم تشيلو الريفي. يقدر عدد سكانها بـ 62 نسمة .